# Jürgen Maune
Jürgen Maune (właściwie Hans-Jürgen Maune, ur. 7 czerwca 1947 w Miśni) – niemiecki siatkarz i trener siatkarski, medalista igrzysk olimpijskich i mistrzostw świata.

## Życiorys
Maune był w składzie reprezentacji Niemiec Wschodnich, która zdobyła tytuł mistrzowski podczas pucharu świata 1969. Z reprezentacją tryumfował również na rozgrywanych w Bułgarii mistrzostwach świata 1970. Wystąpił na igrzyskach 1972 odbywających się w Monachium. Zagrał w czterech meczach fazy grupowej oraz w przegranym finale z Japonią.
Grał w klubie SC Leipzig, z którym 7 razy z rzędu wywalczył mistrzostwo krajowe w latach 1970–1976.
Z wykształcenia jest elektrykiem. Jest trener zespołu GSVE Delitzsch.